# Alexis Hanquinquant
Alexis Hanquinquant, né le 28 décembre 1985 à Yvetot en Seine-Maritime, est un triathlète handisport, double champion paralympique, champion du monde, d'Europe et de France de paratriathlon dans la catégorie PTS4.

## Biographie
Ancien champion de France de boxe full-contact, avec un titre de champion de France en moins de 86 kg en mai 2010, il est gravement blessé à la suite d'un accident du travail en août 2010 et s'oriente alors vers le triathlon. Il est père de deux enfants.
Il remporte la médaille d'or en catégorie PTS4 aux Jeux paralympiques de Tokyo en 2021.
Le 11 juillet 2024, il est nommé porte-drapeau de la délégation française aux Jeux paralympiques d'été de 2024 à Paris en compagnie de l'athlète handisport Nantenin Keïta.
Le 28 août 2024, il est l'un des cinq derniers relayeurs de la flamme ayant allumé la vasque des Jeux paralympiques d'été de 2024.
Il remporte un second titre paralympique en catégorie PTS4 aux Jeux de Paris en 2024.

## Palmarès
Le tableau présente les résultats les plus significatifs (podium) obtenus sur le circuit national et international de paratriathlon depuis 2016,.
| Année                                       | Paratriathlon                                              | Pays                | Position          | Temps           |
| ------------------------------------------- | ---------------------------------------------------------- | ------------------- | ----------------- | --------------- |
| 2024                                        | Championnat du monde de paratriathlon PTS4                 | Espagne             | Médaille d'or     | 0 h 59 min 56 s |
| 2024                                        | Championnats d'Europe de paratriathlon PTS4                | France              | Médaille d'or     | 0 h 55 min 45 s |
| 2024                                        | Jeux paralympiques de Paris PTS4                           | France              | Médaille d'or     | 0 h 58 min 1 s  |
| 2023                                        |                                                            |                     |                   |                 |
| Championnat du monde de paratriathlon PTS4  | Espagne                                                    | Médaille d'or       | 0 h 59 min 3 s    |                 |
| Championnat d'Europe de paratriathlon PTS4  | Espagne                                                    | Médaille d'or       | 0 h 56 min 54 s   |                 |
| 2022                                        |                                                            |                     |                   |                 |
| Championnat du monde de paratriathlon PTS4  | Émirats arabes unis                                        | Médaille d'or       | 1 h 0 min 45 s    |                 |
| Championnat d'Europe de paratriathlon PTS4  | Pologne                                                    | Médaille d'or       | 0 h 47 min 24 s   |                 |
| Championnat de France de paratriathlon PTS4 | France                                                     | Médaille d'or       | 1 h 1 min 24 s    |                 |
| 2021                                        | Jeux paralympiques de Tokyo PTS4                           | Japon               | Médaille d'or     | 0 h 59 min 58 s |
| 2021                                        | Championnat du monde de paratriathlon PTS4                 | Émirats arabes unis | Médaille d'or     | 0 h 58 min 54 s |
| 2021                                        | Championnat d'Europe de paratriathlon PTS4                 | Espagne             | Médaille d'or     | 0 h 59 min 50 s |
| 2021                                        | Championnat de France de paratriathlon PTS4                | France              | Médaille d'or     | 0 h 57 min 22 s |
| 2020                                        | Championnat de France de paratriathlon PTS4                | France              | Médaille d'or     | 0 h 57 min 59 s |
| 2019                                        | Championnat de France de paratriathlon PTS4                | France              | Médaille d'or     | 0 h 59 min 49 s |
| 2019                                        | Championnat d'Europe de paratriathlon PTS4                 | Espagne             | Médaille d'or     | 1 h 2 min 2 s   |
| 2019                                        | Championnat du monde de paratriathlon PTS4                 | Suisse              | Médaille d'or     | 1 h 4 min 37 s  |
| 2018                                        | Championnat de France de paratriathlon PTS4                | France              | Médaille d'or     | 1 h 1 min 49 s  |
| 2018                                        | Championnat du monde de paratriathlon PTS4                 | Australie           | Médaille d'or     | 1 h 1 min 15 s  |
| 2018                                        | Championnat d'Europe de paratriathlon PTS4                 | Estonie             | Médaille d'or     | 1 h 3 min 24 s  |
| 2017                                        | Championnat du monde de paratriathlon PTS4                 | Pays-Bas            | Médaille d'or     | 1 h 4 min 15 s  |
| 2017                                        | Championnat d'Europe de paratriathlon PTS4                 | Australie           | Médaille d'or     | 1 h 5 min 13 s  |
| 2017                                        | Championnat de France de paratriathlon PTS4                | France              | Médaille d'or     | 1 h 3 min 51 s  |
| 2017                                        | Coupe du monde de paratriathlon - étape de Besançon PTS4   | France              | Médaille d'or     | 1 h 7 min 16 s  |
| 2017                                        | Coupe du monde de paratriathlon - étape de Gold Coast PTS4 | Australie           | Médaille d'or     | 1 h 2 min 24 s  |
| 2016                                        | Championnat de France de paratriathlon PT4                 | France              | Médaille d'argent | 58 min 42 s     |

## Distinctions

### Récompenses
- Médaille de la Ville de Rouen (2024)

### Décorations
- Chevalier de la Légion d'honneur (2021)[11]
- Officier de l'ordre national du Mérite (2024)[12]